# Lomba (Sobrado-Valongo)
Lomba é um lugar na freguesia de Sobrado do concelho de Valongo, Portugal, que fica situado para além do rio Ferreira e faz fronteira com a freguesia de Gandra do concelho de Paredes. Poucas pessoas conhecem este lugar para além dos seus cerca de 500 habitantes, que usufruem desta localização privilegiada.

## Etimologia
O nome "Lomba" é muito comum no norte do país por haver várias serras e deformações no terreno. Este nome tem origem nos primeiros agricultores que habitavam estas terras e que davam o nome às terras conforme as viam pela sua paisagem. De facto o lugar da Lomba é situado ao longo de uma deformação em que formou uma pequena elevação do terreno.

## História
Lomba apenas foi habitada no início do século XIX, por agricultores. Estes agricultores fizeram deste lugar o que ele ainda é hoje. Mas lomba já tinha sido alvo de passagem da história antes, no tempo dos romanos. Era na lomba que se situava um pouco de uma longa estrada romana em que os romanos cheios de ouro tirado da serra de Santa Justa passavam.
Lomba ainda é alvo na altura das guerras liberais, por volta de 1832, do acampamento das tropas de D. Miguel, em que como prova disso se encontra um crucifixo num quelho de um militar que morreu enquanto estavam acampadas as tropas do rei absolutista.